# Коллинз, Стивен
Стивен Коллинз (англ. Stephen Collins, род. 1 октября 1947) — американский актёр, наиболее известный благодаря своей роли в длительном сериале The WB «Седьмое небо».

## Жизнь и карьера
Стивен Коллинз родился в Де-Мойне и в 1969 году закончил со степенью бакалавра Амхерстский колледж. В Амхерсте он играл на бас-гитаре и ритм-гитаре в нескольких рок-н-ролльных группах.Вскоре он начал свою карьеру на телевидении, с эпизодических ролей в таких сериалах как «Уолтоны», после чего дебютировал в кинофильме «Вся президентская рать» (1976).
Коллинз наиболее известен благодаря своей роли преподобного Эрика Кэмдена в длительной семейной драме The WB «Седьмое небо», где он снимался вместе с Кэтрин Хикс на протяжении одиннадцати сезонов, с 1996 по 2007 год. В дополнение к этому он известен благодаря своим ролям в фильмах «Звездный путь» (1979), «Миллионы Брюстера» (1985), «Клуб первых жен» (1996) и «Кровавый алмаз» (2006). В 1987 году он номинировался на премию «Эмми» за роль в телефильме «Две миссис Гренвилль».
Коллинз появился в нескольких десятках телешоу и фильмах в период своей карьеры. В восьмидесятых он снялся в нескольких недолго просуществовавших сериалах. В 2010—2011 годах он имел регулярную роль в сериале ABC «Необыкновенная семейка». В последние годы он был гостем в сериалах «В Филадельфии всегда солнечно», «Закон и порядок: Специальный корпус», «Братья и сёстры», «Частная практика», «Скандал» и «Рухнувшие небеса». В 2013 году он сыграл одного из бывших мужей персонажа Сьюзан Луччи в сериале Lifetime «Коварные горничные».
Коллинз был женат на актрисе Фэй Грант с 1985 по 2012 год, они расстались после двадцати семи лет брака. 7 октября 2014 года он признался в растлении малолетних, как минимум трех молодых девушек. Позже было объявлено, что полиция Лос-Анджелеса на самом деле начала расследование против него еще в 2012 году. После этих событий, сцены с участием Коллинза в фильме «Третий лишний 2» были незамедлительно вырезаны.

## Фильмография
- Уолтоны (1 эпизод, 1975)
- Барнаби Джонс (1 эпизод, 1975)
- Вся президентская рать (1976)
- Обмен Райнеманна (мини-сериал, 1977)
- Ангелы Чарли (1 эпизод, 1978)
- Между строк (1977)
- Федора (1978)
- Звездный путь: Фильм (1979)
- Сказки Золотой обезьяны (22 эпизода, 1982—1983)
- Шерифы (мини-сериал, 1983)
- Миллионы Брюстера (1985)
- Опасная территория (1986)
- Джек-попрыгун (1986)
- Две миссис Гренвилль (телефильм, 1987)
- Большая картина (1988)
- Таттинджеры (13 эпизодов, 1988—1989)
- Стелла (1990)
- Working It Out (13 эпизодов, 1990)
- Женщина по имени Джеки (мини-сериал, 1991)
- Мой новый пистолет (1992)
- Скарлетт (мини-сериал, 1994)
- Сёстры (15 эпизодов, 1995—1996)
- Клуб первых жен (1996)
- Сведи меня с ума (1999)
- Кровавый алмаз (2006)
- Потому что я так хочу (2006)
- Седьмое небо (243 эпизода, 1996—2007)
- В Филадельфии всегда солнечно (2 эпизода, 2006—2007)
- Закон и порядок: Специальный корпус (1 эпизод, 2008)
- Братья и сёстры (1 эпизод, 2010)
- Частная практика (4 эпизода, 2009—2010)
- Необыкновенная семейка (20 эпизодов, 2010—2011)
- Офис (1 эпизод, 2011)
- Три балбеса (2012)
- Скандал (1 эпизод, 2012)
- Рухнувшие небеса (2 эпизода, 2012)
- Фостеры (1 эпизод, 2013)
- Коварные горничные (5 эпизодов, 2013)
- Революция (22 эпизода, 2013—2014)